# Nyarwungo
Nyarwungo är ett periodiskt vattendrag i Burundi.   Det ligger i provinsen Ruyigi, i den centrala delen av landet, 90 km öster om huvudstaden Bujumbura.
Omgivningarna runt Nyarwungo är en mosaik av jordbruksmark och naturlig växtlighet. Runt Nyarwungo är det ganska tätbefolkat, med 100 invånare per kvadratkilometer.